# 리투아니아의 국기

리투아니아의 국기 비율 3:5

리투아니아의 국기는 1989년 3월 20일에 제정되었으며, 최근의 것은 2004년 9월 1일에 수정된 것이다. 가로세로 비율은 3:5이다. 노랑은 빛과 태양을, 초록은 리투아니아의 자연을, 빨강은 활력을 의미한다.
1918년 4월 19일에 독립을 선언한 이후 처음으로 국기로 제정되었다. 그러나 1940년 6월에 소련이 불법 점령(발트 3국 측의 공식적인 입장)을 한 이후에는 사용을 금지당했다. 1988년 리투아니아 소비에트 최고회의가 1918년에 제정되었던 옛 리투아니아의 국기를 다시 제정하기로 결정하고 1989년 3월 20일에 다시 제정하였다.

## 색상
| 색상 | 노랑                 | 초록               | 빨강                |
| ---- | -------------------- | ------------------ | ------------------- |
| RGB  | 253–185–19 (#FDB913) | 0–106–68 (#006A44) | 193–39–45 (#C1272D) |

## 과거의 기

리투아니아 대공국의 국기 (1236년 경-1795년)
폴란드-리투아니아 연방의 국기
리투아니아의 국기 (1918년-1940년, 비율 2:3)
클라이페다 지역의 기 (1919년-1924년)
리투아니아 소비에트 사회주의 공화국의 국기 (1940년-1953년, 비율 1:2)
리투아니아 소비에트 사회주의 공화국의 국기 (1953년-1988년, 비율 1:2)
리투아니아의 국기 (1989년-2004년, 비율 1:2)

## 그 외의 기

정부기, 국적기
대통령기
육군기
해군기 비율 1:2
국적기 (1992년-2004년)

## 같이 보기
- 리투아니아의 국가
- 리투아니아의 국장
- 미얀마의 국기
- 불가리아의 국기
- 콜롬비아의 국기